# Graf DK 30

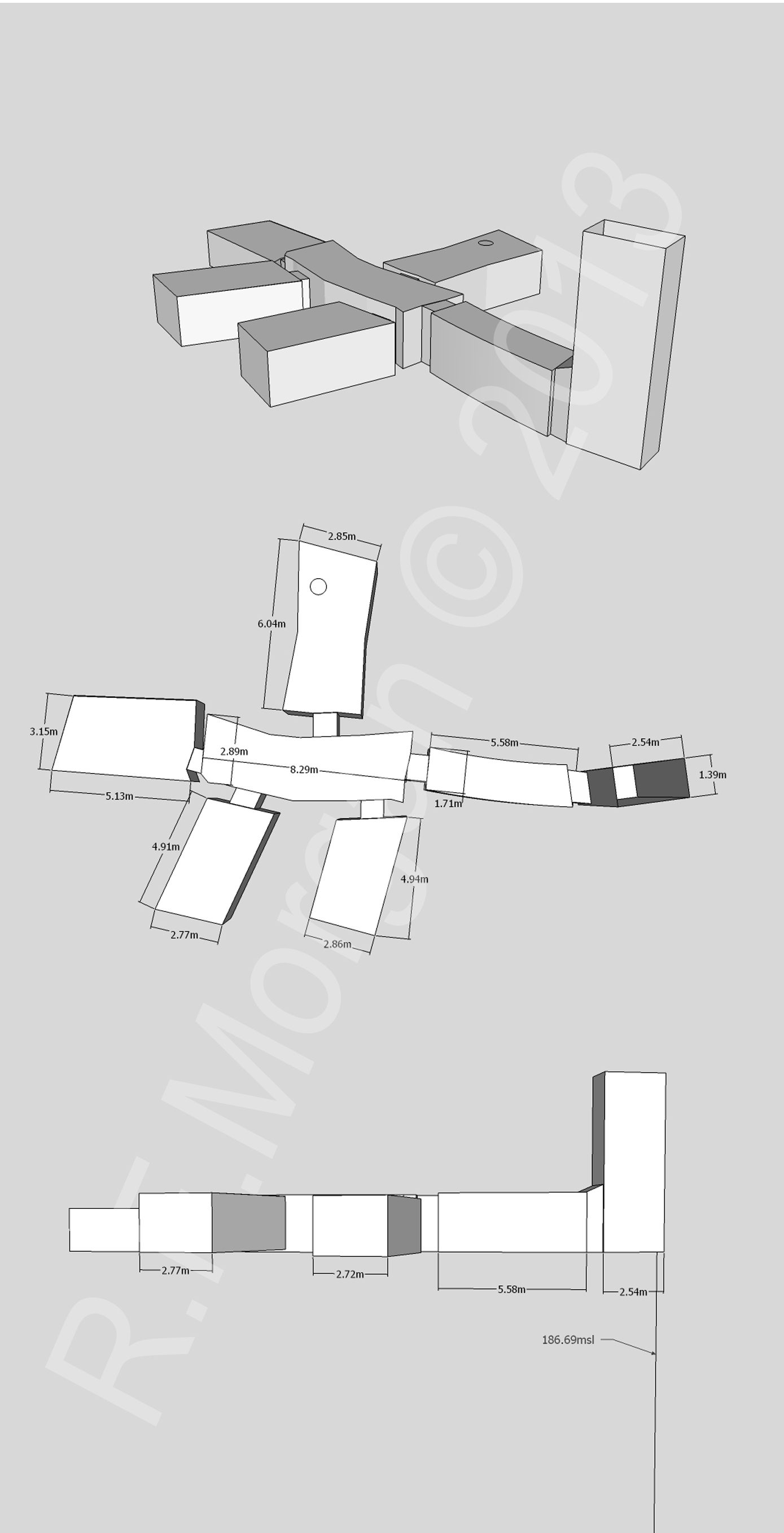
Schematische weergave van graf DK 30

Graf DK 30 is een graf uit de Vallei der Koningen. Het graf werd ontdekt door Giovanni Battista Belzoni in 1817, maar werd later door Victor Loret onderzocht en beschreven. Het staat bekend als de Lord Belmoretombe. Het in onduidelijk waartoe de tombe diende of voor wie ze werd gebouwd.